# Katedra św. Andrzeja w Dundee
Katedra św. Andrzeja w Dundee (ang. St Andrew's Cathedral, Dundee) – katedra rzymskokatolicka w Dundee. Główna świątynia diecezji Dunkeld. Mieści się przy Nethergate.
Budowa świątyni rozpoczęła się w 1835 i zakończyła w 1836, konsekrowana w 1836. Projektantem świątyni był George Mathewson. Reprezentuje styl neogotycki. Posiada cztery wieżyczki na fasadzie głównej.